# 1656 en science
| Années de la science : 1653 - 1654 - 1655 - 1656 - 1657 - 1658 - 1659    |
| Décennies de la science : 1620 - 1630 - 1640 - 1650 - 1660 - 1670 - 1680 |

Cet article présente les faits marquants de l'année 1656 en science.

## Événements
- Hiver 1656-1657 :  Christiaan Huygens invente l'horloge à pendule. le balancier régulateur est remplacé par un pendule suspendu à un cordon ou à un fil et à peu près libéré des perturbations du rouage car doué de son isochronisme propre[1].

## Publications
- Michał Boym, jésuite polonais : Flora Sinensis..., premier traité d'histoire naturelle de Chine.
- Christian Huygens : De Saturni Luna observatio nova (De la nouvelle observation de la lune de Saturne)[2]. Il annonce l'observation de la première lune autour de Saturne (aujourd'hui nommée Titan)[3] et fait l'hypothèse, en anagramme, que Saturne est entouré d'un mince anneau plat complètement isolé de la planète et incliné vers l'écliptique[4].
- Thomas Willis : De Fermentatione.

## Naissances

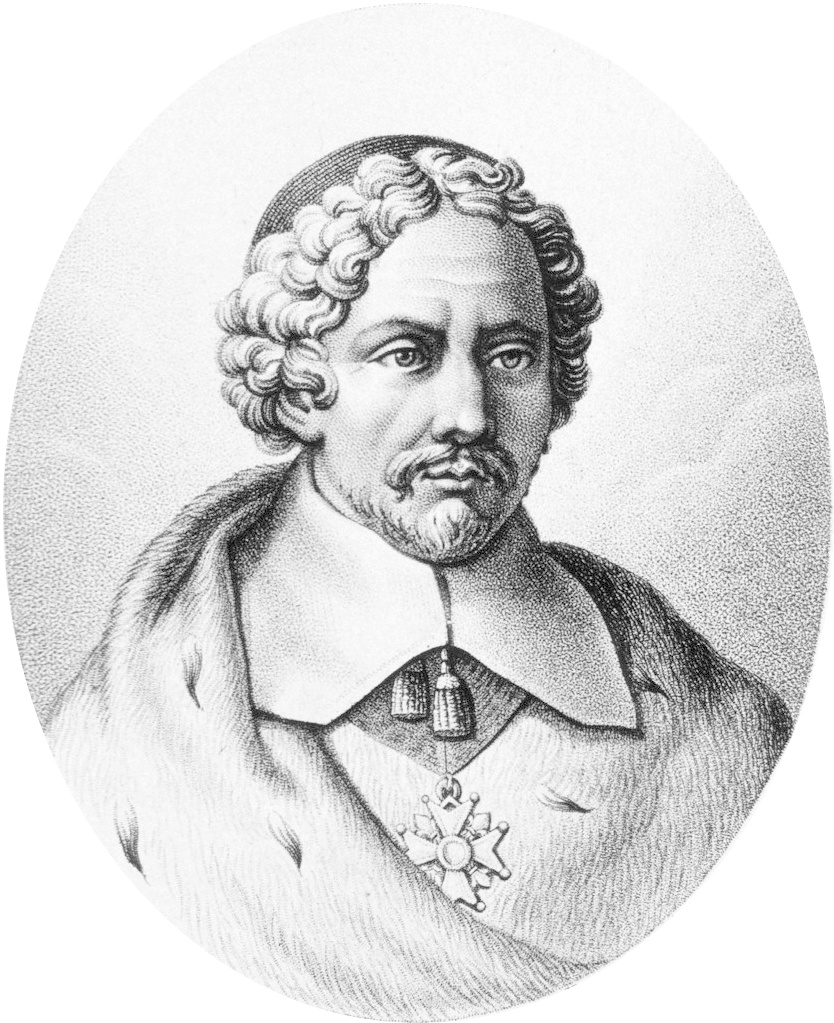
Joseph Pitton de Tournefort

- 7 février : Maria Selvaggia Borghini (morte en 1731), mathématicienne italienne.
- 12 avril : Benoît de Maillet (mort en 1738), consul de France en Égypte et inspecteur des Établissements français au Levant, est l'auteur d'une théorie sur l'évolution de la Terre.
- 5 juin : Joseph Pitton de Tournefort (mort en 1708), botaniste français.
- 11 juin : Charles-René Reynaud (mort en 1728), mathématicien français.
- 15 septembre : Johann Caspar Eisenschmidt (mort en 1712), mathématicien français.
- 8 novembre (incertain) : Edmond Halley (mort en 1742), Ingénieur et scientifique pluridisciplinaire britannique. Il est surtout connu pour avoir le premier déterminé la périodicité de la comète de 1682 en science, qu'il fixa par calcul à 76 ans environ. Lors du retour de cette comète en 1758, elle prit le nom de comète de Halley.

## Décès
- 24 avril : Thomas Fincke (né en 1561), mathématicien et médecin danois, qui a étudié les fonctions trigonométriques et a introduit en particulier les termes tangente et sécante.
- 6 novembre : Jean-Baptiste Morin de Villefranche (né en 1583), mathématicien et astrologue français.

- Raffaello Magiotti (né en 1597), physicien, mathématicien et astronome italien.